# Velimir Ralević
Velimir Ralević (Berane, 13. avgust 1970.) je crnogorski pjesnik.

## Biografija
Velimir Ralević je rođen 13. avgusta 1970. godine u Beranama. Piše za decu i odrasle. Prevođen je na ruski, engleski, rumunski, rusinski, bugarski, makedonski i lužičko-srpski jezik. Pjesme su mu komponovane, izvođene i nagrađivane na mnogim đečjim muzičkim festivalima. Zastupljen je u 35 antologija u zemlji i regionu.

## Nagrade i priznanja
- Vidovdanska povelja,
- Nagrada UKCG za dječju knjigu godine
- Nagrada za najbolju dječju pjesmu o rijeci
- Prva nagrada na pjesničkim Limskim susretima
- Nagrada za književno stvaralaštvo „Krilata Seošnica“
- Priznanje opštine Berane za ostvarene rezultate iz oblasti književnosti
- Međunarodna nagrada za ukupno književno stvaralaštvo „Stara maslina“ (Bar)
- „Zlatno Gašino pero“ (Lazarevac)
- Tri plakete „Mali princ“ (Tuzla).[1]

## Bibliografija

### Poezija za decu i omladinu
- Mravinjak u žitnom polju, Sfairos, Beograd, 1995
- Svitac u grlu, Nova Evropa, Beograd, 1997
- Mirišem na ljubav, Udruženje crnogorskih pisaca za djecu i mlade, Podgorica, 2000
- Zlatni prozor, Interpres, Beograd, 2002
- Tanjini prsti zvone, Interpres, Beograd, 2003
- Brod u žitu, Jedinstvo, Priština, 2006
- Zaljubljeni vitez, JU Centar zakulturu Berane, 2009
- Mjesečarenje na suncu, JU Centar za kulturu Berane, 2011
- Bečkerečka mečka, JU Centar za kulturu Berane, 2013
- Kroz život jurišaj, Pegaz, Bijelo Polje, 2014
- Želim ti reći, biblioteka „D. Tucović“ Lazarevac, 2015
- Slovne igrarije za mlađe i starije, Pegaz, Bijelo Polje, 2016
- Zvonjava, (zbirka kompozicija za đecu) Pegaz, Bijelo Polje, 2016

### Poezija za odrasle
- Nebo kuća beskućnika, Novi svet, Priština, 1994
- Divni sunovrati, Sfairos, Beograd, 1996
- Vodeni čvor, Udruženje pisaca Kosova i Metohije, Kosovska Mitrovica, 2007
- Prigovor danu, Pegaz, Bijelo Polje, 2015
- Pišem joj verse ljuvene (zbirka ljubavne poezije), RVP, Bijelo Polje, 2017